# Сервера-де-Пісуерга
Сервера-де-Пісуерга (ісп. Cervera de Pisuerga) — муніципалітет в Іспанії, у складі автономної спільноти Кастилія-і-Леон, у провінції Паленсія. Населення — 2579 осіб (2010).
Муніципалітет розташований на відстані близько 280 км на північ від Мадрида, 95 км на північ від Паленсії.
На території муніципалітету розташовані такі населені пункти: (дані про населення за 2010 рік)
- Арбехаль: 150 осіб
- Барсенілья-де-Пісуерга: 23 особи
- Селада-де-Роблеседо: 20 осіб
- Сервера-де-Пісуерга: 1838 осіб
- Кубільйо-де-Охеда: 6 осіб
- Есталая: 18 осіб
- Грамедо: 17 осіб
- Ерреруела-де-Кастильєрія: 20 осіб
- Лігерсана: 62 особи
- Перасанкас-де-Охеда: 79 осіб
- Кінтаналуенгос: 45 осіб
- Ребаналь-де-лас-Льянтас: 12 осіб
- Рабаналь-де-лос-Кабальєрос: 15 осіб
- Ресоба: 19 осіб
- Руеда-де-Пісуерга: 52 особи
- Руесга: 53 особи
- Сан-Фелісес-де-Кастильєрія: 13 осіб
- Сан-Мартін-де-лос-Еррерос: 12 осіб
- Сантібаньєс-де-Ресоба: 28 осіб
- Вальсадорнін: 14 осіб
- Вальєспіносо-де-Сервера: 18 осіб
- Ваньєс: 15 осіб
- Вентанілья: 34 особи
- Верденья: 16 осіб

## Демографія
Динаміка населення (INE ):

## Галерея зображень

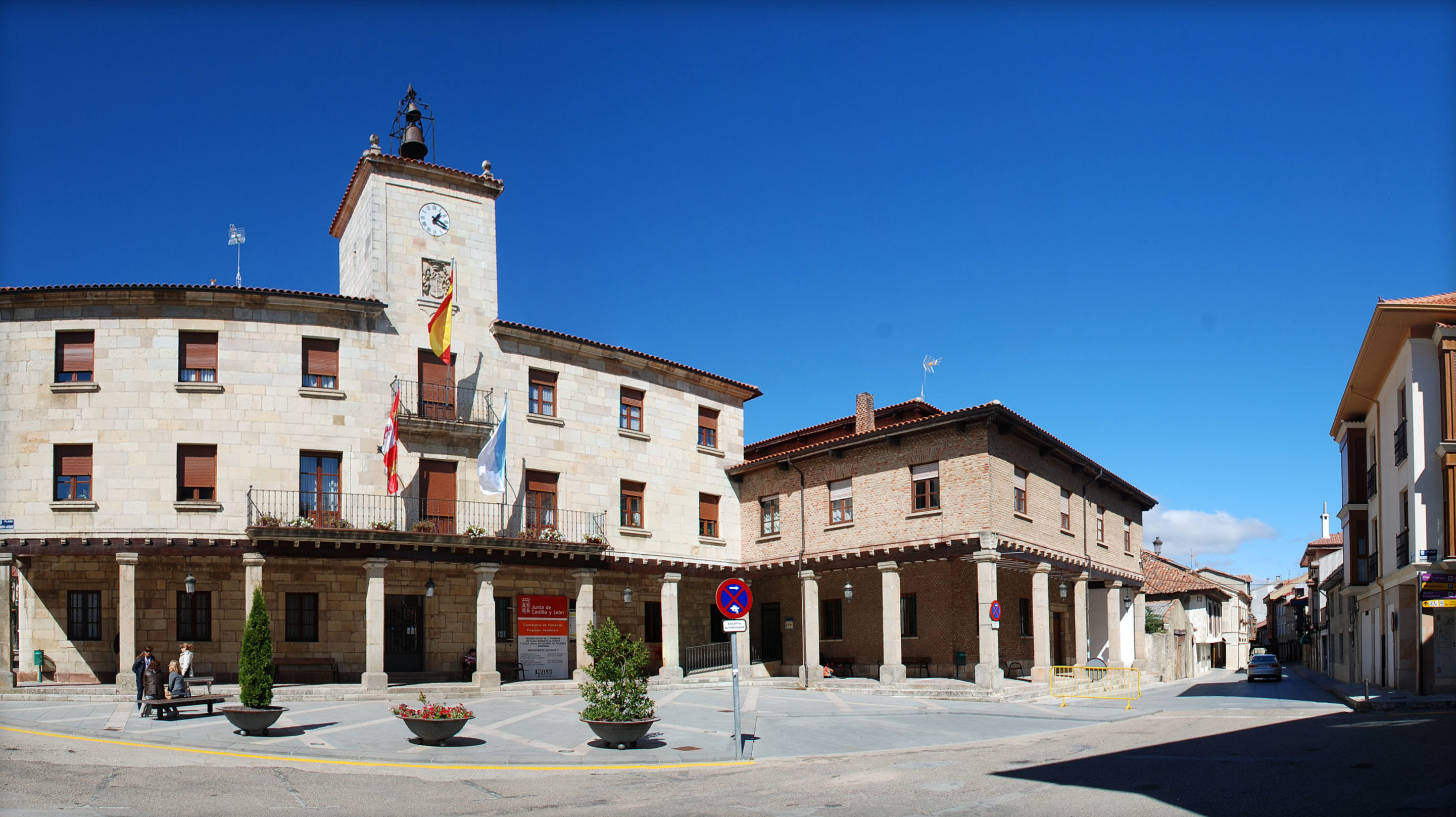
Муніципальна рада
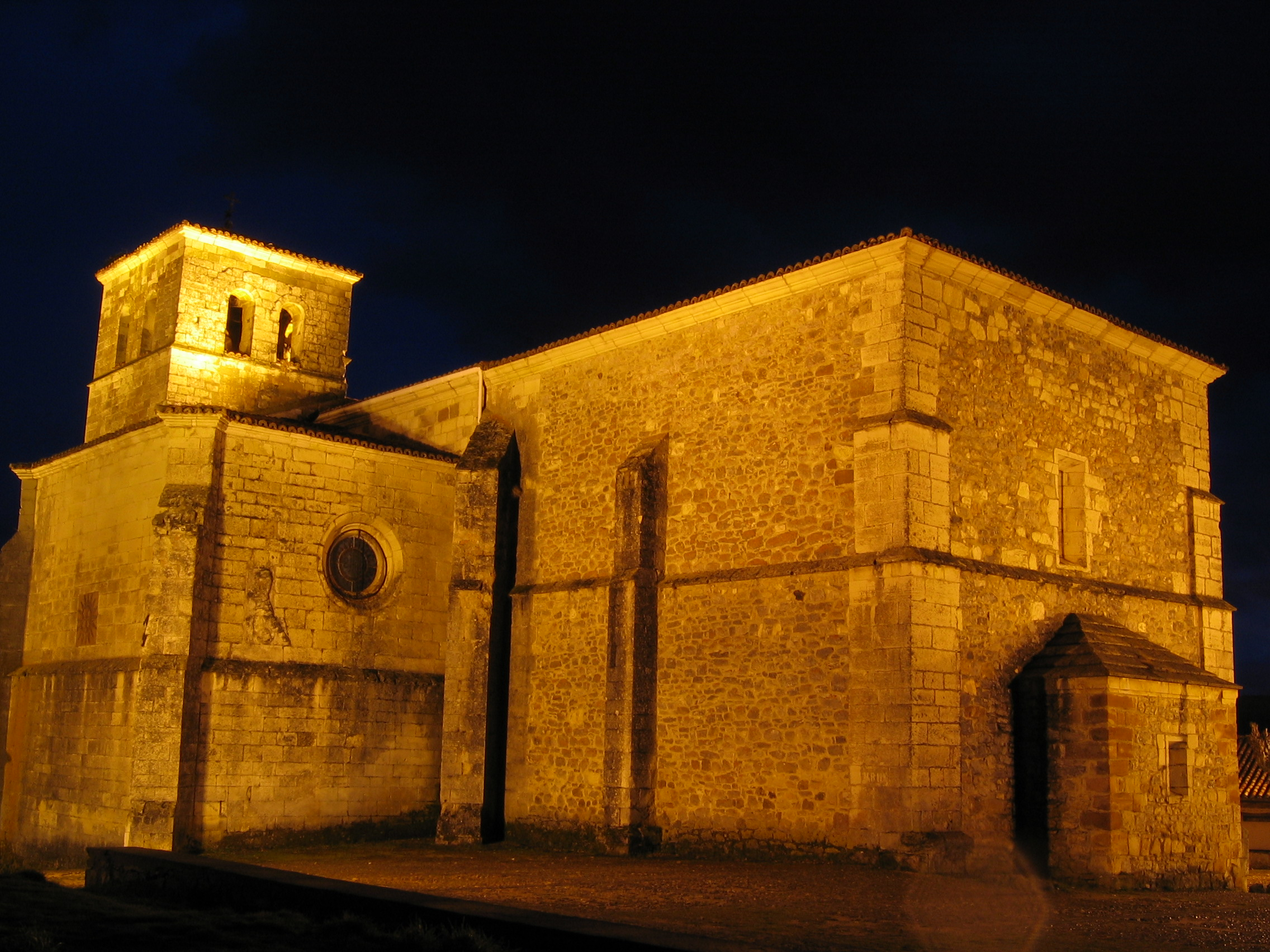
Церква Санта-Марія-дель-Кастильйо